# 재외국민
재외국민(在外國民, 영어: expatriate, expat)은 국외에 거주하고 있으나 국적을 유지하고 있는 사람을 지칭하는 말이다. 예를 들어 외국 영주권을 가진 사람은 재외국민이지만 복수 국적을 허용하지 않는 나라의 국적을 취득하면 자국의 재외국민 지위를 상실하게 된다.

## 대한민국

### 법령상 정의
재외동포의 출입국과 법적 지위에 관한 법률(약칭 재외동포법) 제2조는 "재외국민"을 "대한민국의 국민으로서 외국의 영주권(永住權)을 취득한 자 또는 영주할 목적으로 외국에 거주하고 있는 자"로 정의하고 있다. 이 법은 "재외국민"과 "외국국적동포"를 합하여 "재외동포"라고 정의했다.
재외국민보호를 위한 영사조력법 ( 약칭: 영사조력법 ) 제2조 1항에 의거 “재외국민”이란 외국에 거주, 체류 또는 방문하는 대한민국 국민을 말한다.
재외동포법과 영사조력법의 차이는 각 법의 1조에 따라 재외동포법은 대한민국내에서의 법적 지위를 정의한 법이나, 영사조력법은 해외에서 체류중인 우리 국민을 정의하고 있어 재외동포법보다 폭 넓은 정의를 취하고 있다.

### 재외국민 등록
재외국민등록법 제2조는 "외국의 일정한 지역에 계속하여 90일을 초과하여 거주하거나 체류할 의사를 가지고 그 지역에 체류하는 대한민국 국민은 이 법에 따라 등록하여야 한다"고 규정했다. 같은 법 제3조에 따라 재외국민은 "주소나 거소(居所)를 관할하는 대한민국 대사관·총영사관·영사관·분관(分館) 또는 출장소(이하 "등록외국 공관"이라 한다)에" 재외국민 등록하여야 한다.

### 재외국민의 선거권
1967년 대선 및 총선과 1971년 대선 및 총선 등 4차례에 걸쳐 재외공관원, 월남 파병군인, 지·상사 직원, 독일 광부와 간호사 등에 대해서도 우편투표 방식의 참정권이 주어졌다. 그러나 해외 영주권자로 국가에 대한 의무는 이행하지 않고 권리만이 주어지는 것에 대한 균형성에 대한 문제와 선거관리의 어려움이 등이 문제가 되어 1972년 선거법 부칙에 "부재자 가운데 외국 거주 유권자는 제외한다"는 조항을 삽입함으로써 재외국민 참정권이 폐지되었다. 그 때문에 대한민국은 OECD 가입국가 중 재외국민의 참정권을 허용하지 않는 유일한 국가였었으나, 이후 재외국민에게 참정권이 주어지지 않는 것을 위헌으로 판단한 헌법재판소의 결정에 따라  2010년 국회에서 "공직선거법(재외국민 참정권법)"이 개정 통과되어 2012년 4월로 예정된 국회의원 투표부터는 투표권이 부여되었다.
공직선거법 제14장의2 재외선거에 관한 특례 규정에 따라 재외국민은 재외선거인 등록신청을 하거나, 국외부재자 신고를 함으로써 재외선거를 통해 선거에 참여할 수 있다. 재외선거인은 (1) 대한민국 국적을 가지고 있고, (2) 19세 이상이고, (3) 주민등록이 되어있지 않거나 주민등록이 말소된 경우로서, 가족관계등록부에는 등재되어 있는 경우으로서, 외국에서 투표하려는 사람이다. 국외부재자는 (1) 대한민국 국적을 가지고 있고, (2) 19세 이상이고, (3) 주민등록이 되어있고, (4) 사전투표기간 개시일 전에 출국하여 선거일 후에 귀국이 예정된 사람, 또는 외국에 머물거나 거주하여 선거일까지 귀국하지 아니할 사람으로서, 외국에서 투표하려는 사람이다.
2018년 4월 기준으로 공직선거법상 재외국민은 재외선거인으로 등록하거나, 국외부재자 신고를 함으로써, 대통령 선거, 임기만료에 따른 국회의원 선거에 투표할 수 있다. 예를 들어 2020년 4월 15일로 예정된 제21대 국회의원선거와 관련해서는 재외선거인 등록은 2017년 5월 10일부터 2020년 2월 15일이고, 국외부재자 신고는 2019년 11월 17일부터 2020년 2월 15일 사이에 하면 된다. 2018년 6월 13일 지방선거에서 재외선거인 등록이나 국외부재자 신고를 통해서는 선거권을 행사하기 위해서는 공직선거법이 개정되어야 하는데, 그 시한이 지났기 때문에 재외국민은 외국에서 투표하지 못하게 되었다.

### 기타 재외국민에 관한 제도
대학의 경우 재외국민 전형을 일반전형에서 특별히 실시하여, 해외거주 경험이 있는 학생을 선발하고 있다.

### 판례
- 국가의 재외국민보호의무는 재외국민이 조약 기타 일반적으로 승인된 국제법규와 거류국의 법령에 의하여 누릴 수 있는 모든 분야에서 정당한 대우를 받도록 거류국과의 관계에서 국가가 외교적 보호를 행하는 것이 포함된다.[10]
- 정부수립 이후의 이주동포에게만 광범한 혜택을 부여하는 입법을 하면서 정부수립 이전의 이주동포를 그 적용대상에서 제외하는 것은 헌법상 평등원칙에 위배된다.[11]

## 같이 보기
- 한국인
- 동포
- 재중동포
- 재일동포
- 재미동포
- 고려인